# Roseanna (film, 1993)
Denna artikel syftar på filmatiseringen från 1993, för filmen från 1967 se Roseanna (film, 1967).
Roseanna är en svensk film från 1993 av Daniel Alfredson med bland andra Gösta Ekman, Kjell Bergqvist och Rolf Lassgård.

## Handling
En naken kvinnokropp påträffas vid en av slussarna i Göta kanal. Rikskriminalens Martin Beck och Lennart Kollberg tillkallas för att hjälpa de lokala poliserna Per Månsson och Gunvald Larsson att identifiera henne och hitta hennes mördare. Men veckorna går, ingen saknar kvinnan och det finns inga spår efter mördaren eller mordplatsen. En slump gör att de upptäcker, att kanalbåten Diana haft maskinproblem i början av resan och därför passerat Borenshultsområdet mitt i natten. De lyckas identifiera kvinnan som den amerikanska bibliotekarien Roseanna McGraw. Men varken passagerarna eller personalen på båten verkar vara skyldiga till mordet.

## Om filmen
Roseanna är regisserad av Daniel Alfredson. Filmen är baserad på boken Roseanna av Sjöwall Wahlöö.
Filmen är en av flera svensk/tyska samproduktioner om Martin Beck med samma skådespelare. Övriga filmer är Brandbilen som försvann, Polis polis potatismos, Stockholm Marathon, Mannen på balkongen och Polismördaren.

## Rollista (i urval)
- Gösta Ekman – Martin Beck
- Kjell Bergqvist – Lennart Kollberg
- Rolf Lassgård – Gunvald Larsson
- Niklas Hjulström – Benny Skacke
- Lena Nilsson – Åsa Thorell
- Ingvar Andersson – Per Månsson
- Bernt Ström – Einar Rönn
- Torgny Anderberg – Evald Hammar
- Jacob Nordenson – Folke Bengtsson
- Anita Ekström – Inga Beck
- Tova Magnusson-Norling – "Putte" Beck
- Anna Helena Bergendal – Roseanna
- Donald Högberg – Karl Åke Eriksson
- Viktor Ginner – Erik Beck
- Agneta Ekmanner – Greta Hjelm
- Birger Österberg – Kurt Kvant
- Per-Gunnar Hylén – Karl Kristiansson
- Tom Younger – kommissarie Kafka
- Hans Ullberg – översten
- Barbro Hiort af Ornäs – överstinnan
- Karin Sjöberg – Karin Larsson
- Wallis Grahn – Göta Isaksson
- Inga Sarri – Karin Larssons mor
- Tove Edfeldt – flickan med metspö
- Barbro Christenson – läkaren
- Lasse Petterson – styrmannen på Diana
- Chris Torch – Mylvaney

## Roseanna på DVD
Efter att tidigare ha funnits utgiven i orestaurerad version på DVD tog SF under 2005 beslutet att ge ut samtliga Beckfilmer på DVD där Gösta Ekman spelar Martin Beck i en Beck-box vid namn "BECK x 6" i restaurerade versioner där följande filmer ingick: Roseanna, Brandbilen som försvann, Polis polis potatismos, Mannen på balkongen, Polismördaren, Stockholm Marathon. Denna box släpptes den 9 november 2005. Nu har även separata utgåvor släppts.